# Trigamozeucta
Trigamozeucta és un gènere d'arnes de la família Crambidae. Conté només una espècie, Trigamozeucta radiciformis, que es troba a Fiji.